# 王菁華
王菁华（1972年11月4日—）是一位中国女演员，中央戏剧学院表演系本科畢業。

## 演出作品

### 舞台剧
- 《罗姆路斯大帝》饰 皇后、公主
- 《钟馗》饰 钟娇
- 《谁爱谁爱谁谁》饰

### 电影
- 1992年《路神》饰
- 1992年《越狱女囚》饰 翠翠
- 1992年《抗暴生死情》饰 波丽帕
- 1993年《黄飞鸿之四：王者之风》饰 苗三娘（紅燈照大師姊）
- 1999年《731恐怖女體實驗》饰 冷香
- 2002年《我的小学》饰 蘭子媽
- 2010年《米香》饰

### 电视剧
- 《驱逐舰舰长》饰 叶工程师
- 《海拔4700》饰 梅凌雪
- 《雕刻时光》饰
- 《东方巨人》饰 杨开慧
- 《淮安奇案》饰 梅艳红
- 《双网》饰 林白
- 1990年《梁子》饰 云霞
- 1994年《喋血满洲》饰 菊地美代
- 1994年《书剑恩仇录》饰 霍青桐
- 1996年《御花子》饰 柳儿
- 1997年《红处方》饰 英姑
- 1997年《水浒传》饰 林娘子
- 1998年《聊斋先生》饰 付雪倩
- 1998年《太平天国》饰 洪宣娇
- 1998年《天王盖地虎》饰 陶兰
- 1999年《情感世家》饰 项天舒、周巧玲
- 2000年《义海风云》饰 卓嘉
- 2000年《上错花轿嫁对郎》饰 舒大娘
- 2001年《热血忠贞之独行侍卫》饰 花子
- 2001年《边关丽人陈圆圆》饰 陈圆圆
- 2002年《樊梨花》饰 樊梨花
- 2003年《正义令天下》饰 木秀
- 2003年《台湾首任巡抚刘铭传》饰 陳展如
- 2005年《茉莉花》饰 梅三娘
- 2005年《月上江南：狄仁杰》饰 狄夫人
- 2006年《天下第一媒婆》饰 唐單單
- 2008年《倚天屠龙记》饰 灭绝师太
- 2008年《活着真好》饰 簡寧
- 2009年《黄金地带》饰
- 2010年《永远的田野》饰
- 2014年《父母愛情》饰 安妻
- 2021年《功勋》饰 秀芝娘